# Encina Tres Patas de Mendaza
La encina de las Tres Patas de Mendaza (o encino de las Tres Patas) es un árbol de la especie Quercus ilex situado en el término municipal de Mendaza, Comunidad Foral de Navarra, en España, en el paraje llamado de La Laguna. Está considerado como uno de los árboles más longevos de España, con una edad estimada de 1200 años.

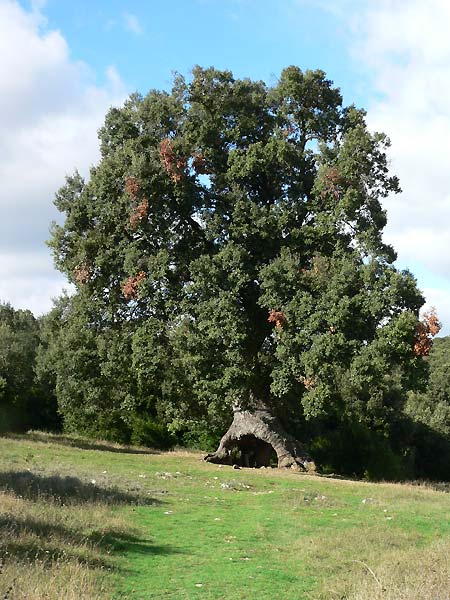
Encina de las Tres Patas. Mendaza. Navarra.

## Localización
Se encuentra en un encinar en la ladera Este de la montaña Dos Hermanas perteneciente al municipio de Mendaza, valle de La Berrueza, Comunidad Foral de Navarra.
Para llegar a ella, se atraviesa la localidad cuesta arriba y se toma el camino a la ermita de Santa Coloma. El camino transcurre por una brecha rocosa que parte en dos la montaña (de ahí viene su nombre de "Dos Hermanas") y que lleva a su cara Este, al paraje La Laguna. El camino dobla a la izquierda e inmediatamente otra vez a la izquierda para ascender a la ermita de Santa Coloma que corona la montaña. Antes de doblar esta última curva, a su derecha, en medio de una pequeña pradera, crece la encina de las Tres Patas. En el paraje hay una laguna en un encinar que contiene otros muchos ejemplares que superan los 500 años de edad.

## Descripción
Especie: Quercus ilex. Perímetro: 7,70 metros. Altura 15,50 metros. Copa: 19,20 metros. Tiene el interior hueco y se apoya únicamente en tres contrafuertes.

## Edad
Cerca de 1200 años. Considerado como el segundo árbol más longevo de España.

## Conservación
Muestra un excelente estado y vitalidad, nada común en árboles de gran edad, aunque lo abrazan unas cinchas metálicas, para evitar el riesgo de abrirse.

## Premios y reconocimientos
- 1991. Incluido en el Catálogo de Árboles Monumentales de Navarra.[1]
- 2007. Premio nacional al árbol más longevo en la primera edición del premio Árbol y Bosque del Año instituido por el Ministerio de Medio Ambiente y la Asociación Bosques sin Fronteras.[3]